# Шаг за шагом (фильм, 2020)
Шаг за шагом (Work it) — американский фильм Лоры Теруссо.

## Сюжет
Куинн Акерман — прилежная выпускница школы, которая живет вместе с матерью-одиночкой в Северной Каролине и мечтает поступить в престижный Университет Дьюка на юге Соединенных Штатов, где когда-то учился ее покойный отец. Несмотря на все старания в учебе и участие во многих внеклассных мероприятиях, включая подработку в доме престарелых, у девушки мало шансов поступить в ВУЗ. Ее последняя надежда — это победить в известном танцевальном конкурсе и получить заветную стипендию, в чем должна помочь Куинн ее лучшая подруга-танцовщица Жасмин.

## Актеры
- Сабрина Карпентер — Куинн Акерман
- Джордан Фишер — Джек Тейлор
- Лиза Коши — Джасмин
- Кинан Лонсдейл — Джулиард
- Дрю Рей Таннер — Чарли
- Мишель Бюто — Вероника
- Бриана Андраде — Тринити
- Бианка Асило — Равен
- Нейл Роблс — Крис